# Carlo Liberati
Carlo Liberati (Matelica, 6 novembre 1937) è un arcivescovo cattolico italiano, dal 10 novembre 2012 prelato emerito di Pompei.

## Biografia
Nasce a Matelica, in provincia di Macerata e diocesi di Fabriano-Matelica, il 6 novembre 1937.

### Formazione e ministero sacerdotale
Nel 1950, dopo aver frequentato le scuole primarie a Matelica, fa ingresso nel seminario diocesano di Fabriano e Matelica, dove resterà fino al compimento degli studi ginnasiali. Prosegue gli studi al Pontificio Seminario Regionale di Fano, per conseguirvi il baccellierato in teologia nel giugno 1962.
Il 12 luglio 1962 è ordinato presbitero, nella cattedrale di Matelica, dal vescovo Macario Tinti.
Dopo l'ordinazione diventa vicario cooperatore della cattedrale e ricopre anche le funzioni di professore di lettere presso il Seminario, di assistente dell'Azione Cattolica Giovanile (GIAC) e di redattore del settimanale diocesano l'Azione. Prosegue gli studi, iscrivendosi al biennio di teologia pastorale nella Pontificia Università Lateranense, e consegue la laurea nel 1969. Sei anni dopo, nel 1975, presso la stessa università, si laurea in diritto canonico con il massimo dei voti; durante gli studi viene chiamato alla cancelleria del Tribunale della Rota Romana. Insegna religione al liceo "Tasso" di Roma. Frequenta i corsi della Pontificia accademia ecclesiastica durante tutto l'anno 1972.
Il 1º gennaio 1980 è chiamato a far parte della Congregazione delle cause dei santi in qualità di aiutante di studio e vi percorre tutto l'iter di servizio ecclesiale. Per circa ventidue anni, svolge presso quel dicastero della Curia romana il ruolo di docente nello Studium, notaio dei Congressi, redattore dei Fogli di Udienza per i decreti sulle virtù e la conclusione delle cause di beatificazione e canonizzazione. Al contempo è anche segretario particolare dei prefetti succedutisi alla guida della Congregazione, i cardinali Pietro Palazzini, Angelo Felici e Alberto Bovone.
Nel 1990 contribuisce in modo determinante al consolidamento, restauro e ristrutturazione della chiesa di San Salvatore in Lauro, legata al Pio Sodalizio dei Piceni, di cui è assistente ecclesiastico.
Il 20 gennaio 2001 papa Giovanni Paolo II lo nomina delegato della sezione ordinaria dell'Amministrazione del patrimonio della Sede Apostolica; succede ad Alfonso Badini Confalonieri, precedentemente nominato vescovo di Susa. Durante il suo mandato si impegna affinché sia impresso un ritmo più consono e rapido ai lavori di manutenzione degli edifici sede dei dicasteri pontifici.

### Ministero episcopale
Il 5 novembre 2003 papa Giovanni Paolo II lo nomina vescovo prelato di Pompei e delegato pontificio per il santuario della Beata Vergine del Rosario di Pompei; succede a Domenico Sorrentino, precedentemente nominato segretario della Congregazione per il culto divino e la disciplina dei sacramenti. Il 10 gennaio 2004 riceve l'ordinazione episcopale, nella basilica di San Pietro in Vaticano, dal cardinale Angelo Sodano, co-consacranti l'arcivescovo Domenico Sorrentino e il vescovo Giancarlo Vecerrica. Il 24 gennaio successivo prende possesso della prelatura.
Il 7 luglio 2007 papa Benedetto XVI lo eleva alla dignità di arcivescovo.
Il 19 ottobre 2008 accoglie papa Benedetto XVI in visita al santuario della Beata Vergine del Rosario di Pompei.
Il 10 novembre 2012, a 4 giorni dal suo 75º genetliaco, papa Benedetto XVI accoglie la sua rinuncia per raggiunti limiti d'età; gli succede Tommaso Caputo, fino ad allora nunzio apostolico a Malta e in Libia.
In un'intervista dichiara che i migranti musulmani sono da considerare incompatibili con l'Europa cristiana che sta rischiando di scomparire mostrandosi vicino alle politiche dell'allora ministro dell'interno Matteo Salvini. Esorta quindi i cristiani a ribellarsi a questa "invasione" non essendo schiavi dell'Islam.

## Genealogia episcopale
La genealogia episcopale è:
- Cardinale Scipione Rebiba
- Cardinale Giulio Antonio Santori
- Cardinale Girolamo Bernerio, O.P.
- Arcivescovo Galeazzo Sanvitale
- Cardinale Ludovico Ludovisi
- Cardinale Luigi Caetani
- Cardinale Ulderico Carpegna
- Cardinale Paluzzo Paluzzi Altieri degli Albertoni
- Papa Benedetto XIII
- Papa Benedetto XIV
- Papa Clemente XIII
- Cardinale Marcantonio Colonna
- Cardinale Giacinto Sigismondo Gerdil, B.
- Cardinale Giulio Maria della Somaglia
- Cardinale Carlo Odescalchi, S.I.
- Vescovo Eugène de Mazenod, O.M.I.
- Cardinale Joseph Hippolyte Guibert, O.M.I.
- Cardinale François-Marie-Benjamin Richard
- Cardinale Pietro Gasparri
- Cardinale Clemente Micara
- Cardinale Antonio Samorè
- Cardinale Angelo Sodano
- Arcivescovo Carlo Liberati